# Парламентьорът
„Парламентьорът“ (на английски: The Negotiator) е американски екшън трилър от 1998 г. на режисьора Ф. Гари Грей, по сценарий на Джеймс ДеМонако и Кевин Фокс. Във филма участват Самюъл Джаксън, Кевин Спейси, Дейвид Морз, Рон Рифкин, Джон Спенсър и Джей Ти Уолш, който умира няколко месеца преди премиерата. Филмът е пуснат в Съединените щати на 29 юли 1998 г., като получава главно позитивни отзиви от критиката и печели 88 млн. щ.д. в световен мащаб.